# Souvigny
Souvigny é uma comuna francesa na região administrativa de Auvérnia-Ródano-Alpes, no departamento Allier. Estende-se por uma área de 44 km². Em 2010 a comuna tinha 1 838 habitantes (densidade: 41,8 hab./km²).